# Jan Ceulemans
Jan Anna Gumaar Ceulemans (Lier, 28 de febrero de 1957) es un exfutbolista y entrenador belga, jugaba de mediocampista ofensivo y fue integrante de la selección de fútbol de Bélgica durante casi 15 años. Uno de los mejores futbolistas belgas de la historia, fue incluido por Pelé en la lista FIFA 100.

## Trayectoria
Jan Ceulemans fue un líder nato, jugador de todo el frente de ataque, de gran potencia, despliegue y poderío físico.
Fue uno de los mejores jugadores de la Eurocopa 1980, anotando un gol a Inglaterra y eliminando por diferencia de goles a la anfitriona Italia, dando la campanada y disputando la final frente a Alemania cayendo 2-1. Luego participó en la Eurocopa 1984 en Francia ya como capitán, anotando ante Dinamarca.
Participó en 3 mundiales de fútbol (1982, 1986 y 1990), donde Bélgica se destacó en el panorama mundial del fútbol. Participa en su primer mundial en España 1982 donde llegó a segunda fase. 
Después, el capitán belga guio a su selección a semifinales en el mundial de México 1986 anotando 3 goles en las fases más difíciles, uno contra Unión Soviética en octavos (partidazo histórico a favor de Bélgica por 4 goles a 3), otro contra España en cuartos y uno ante Francia en la definición del tercer puesto. En este certamen se destacó como uno de los mejores jugadores del torneo. También tuvo la cinta en Italia 1990 donde llegó a octavos de final anotando un gol a Uruguay. 
Se destacó como la gran figura del Club Brujas con quien obtuvo tres campeonatos nacionales y donde anotó 191 goles.
Actualmente es entrenador y dirigió al KVC Westerlo de la Primera División de Bélgica varios años, en dos periodos (1999-2005) y del (2007 al 2012).

## Clubes

### Jugador
| Equipo               | Temporadas | Partidos | Goles | Promedio |
| -------------------- | ---------- | -------- | ----- | -------- |
| Lierse SK            | 1974-1978  | 106      | 39    | 0.37     |
| Club Brujas KV       | 1978-1992  | 411      | 191   | 0.46     |
| Selección de Bélgica | 1978-1991  | 96       | 23    | 0.24     |
| TOTAL                | 1974-1992  | 613      | 253   | 0.42     |

### Entrenador
| Equipo             | País    | Temporadas |
| ------------------ | ------- | ---------- |
| SC Eendracht Aalst | Bélgica | 1992-1997  |
| OMS Ingelmunster   | Bélgica | 1997-1999  |
| KVC Westerlo       | Bélgica | 1999-2005  |
| Club Brujas KV     | Bélgica | 2005-2006  |
| KVC Westerlo       | Bélgica | 2007-2012  |
| Royal Cappellen FC | Bélgica | 2012-2014  |
| KMSK Deinze        | Bélgica | 2015       |

## Participaciones en Copas del Mundo
| Mundial                        | Sede   | Resultado        | Goles |
| ------------------------------ | ------ | ---------------- | ----- |
| Copa Mundial de Fútbol de 1982 | España | Segunda fase     | 0     |
| Copa Mundial de Fútbol de 1986 | México | Semifinal        | 3     |
| Copa Mundial de Fútbol de 1990 | Italia | Octavos de final | 1     |